# Leporinus cylindriformis
Leporinus cylindriformis är en fiskart som beskrevs av Nikolai Andreyevich Borodin 1929. Leporinus cylindriformis ingår i släktet Leporinus och familjen Anostomidae. Inga underarter finns listade i Catalogue of Life.